# Lewis Ferry Moody
Lewis Ferry Moody (5 janvier 1880 - 21 février 1953) est un ingénieur et professeur américain, surtout connu pour le diagramme de Moody. Ce diagramme qui porte son nom représente sous forme de courbes les relations entre plusieurs variables utilisées pour calculer le débit d’un fluide à travers une conduite. Au cours de sa carrière, Moody a déposé 23 brevets. Il fut le premier professeur d'hydraulique à l'École d'ingénierie de Princeton.

Diagramme de Moody représentant le coefficient de frottement fonction du nombre de Reynolds pour diverses rugosités

## Biographie
Lewis Ferry Moody est né le 5 janvier 1880 à Philadelphie en Pennsylvanie.
À partir de 1930, Lewis F. Moody enseigne en tant que professeur de mécanique des fluides et de conception de machines à l'Université de Princeton. Il épouse Eleanor Greene. Sa femme décède en 1937. Leur fille, Eleanor Lowry Moody, se marie en 1944.
En 1945, il reçoit la médaille Elliott Cresson. En 1951, il est nommé membre honoraire de l'American Society of Mechanical Engineers (ASME).
Il décède le 21 février 1953.

## Héritage
Cinq ans après sa disparition, l'ASME créer un prix en son honneur : le prix Lewis F. Moody récompense pour les travaux remarquables en génie mécanique et est décerné par la FED (Fluids Engineering Division).